# Željko Bebek
Želimir Bebek, detto Željko (Sarajevo, 16 dicembre 1945), è un cantante bosniaco.

## Carriera
Nel 1965 ha iniziato a cantare in un gruppo chiamato Kodeksi, gruppo che sarebbe poi diventato uno dei predecessori del Bijelo Dugme.
Nei primi anni '70 ha fatto parte di un altro gruppo, anch'esso poi confluito nei Bijelo Dugme: si trattava degli Jutro.
È diventato membro dei Bijelo Dugme nel 1974 come cantante e occasionalmente bassista. La band, guidata artisticamente da Goran Bregović, è diventata in poco tempo uno dei gruppi più importanti di sempre nei Paesi dei Balcani.
Nel 1984 ha lasciato il gruppo per dedicarsi alla carriera solista, già avviata alcuni anni prima parallelamente rispetto al progetto dei Bijelo Dugme.
Nel 1998 ha duettato con la cantante croata Severina Vučković nel brano Rastajem se od života, dall'album Djevojka sa sela.

## Discografia

### Bijelo Dugme
- 1974 - Kad bi' bio bijelo dugme
- 1975 - Šta bi dao da si na mom mjestu
- 1976 - Eto! Baš hoću!
- 1979 - Bitanga i princeza
- 1980 - Doživjeti stotu
- 1983 - Uspavanka za Radmilu M.

### Da solista
- 1978 - Skoro da smo isti
- 1985 - Mene tjera neki vrag
- 1985 - Armija B
- 1989 - Niko više ne sanja
- 1989 - Pjevaj moj narode
- 1990 - ...Karmin, pjesma i rakija
- 1992 - ...A svemir miruje
- 1994 - Gori svijet...ti ćeš ga ugasiti
- 1995 - Puca mi u glavi
- 1999 - S tobom i bez tebe
- 2000 - Ošini po prašini
- 2012 - Kad poljubac pomiješaš sa vinom
- 2017 - Ono nešto naše
- 2021 - Mali oblak ljubavi